# Boutlélis
Boutlélis es una comuna argelina de la provincia de Orán, situada al oeste de la ciudad.

## Toponimia
El nombre del municipio se refiere a Marabout Sidi Ali Boutlélis, un hombre que vivió en el siglo XIV a los alrederores de Misserghin durante la guerra entre los Meriníes de Fez y los Ziyánidas de Tlemecén, apodado « el hombre del pequeño bolso» (Boutlélis), en referencia de un pequeño bolso milagroso de avena que llevaba. A su muerte, fue enterrado en un mausoleo cerca del municipio que ha cogido su nombre.

## Historia
El 2 de abril de 1855, este pequeño pueblo se convirtió en un centro colonial, luego en un municipio el 23 de marzo de 1883.

## Población
La siguiente población según el censo del mes de abril de 2008 fue de 22.898 (11.639 hombres y 11.259 mujeres) habitantes, ocupando 4.566 apartamentos, de los cuales 707 inhabitados y 3.856 habitados y 3 profesionales donde el número de hogares es de 4240.

## Demografía
Evolución demográfica
1977----1987-----1998------2009
5155----10629---17632----22898

## Geografía
Boutlélis tiene una superficie de 10 801 hectáreas, con 6120 hectáreas de tierra agrícola.

## Situación
| Noroeste: Aïn El Kerma | Norte: El Anzor (El Ançor) | Nordeste: Misserghin |
| Oeste: El Amria        |                            | Este: Misserghin     |
| Suroeste: El Amria     | Sur: Misserghin            | Sureste: Misserghin  |